# Talia (muza)
Talia (także Taleja, „Rozkoszna”; gr. Θάλεια Tháleia ‘kwitnąca’, łac. Thalia, Thalea) – w mitologii greckiej muza komedii.
Uchodziła za córkę boga Zeusa i tytanidy Mnemosyne oraz za siostrę: Erato, Euterpe, Kalliope, Klio, Melpomene, Polihymnii, Terpsychory i Uranii, a także za matkę korybantów.
Była jedną spośród dziewięciu muz olimpijskich (przebywały na Olimpie), które należały do orszaku Apollina (Apollon Musagetes), ich przewodnika. Wraz ze swoimi siostrami uświetniała śpiewem biesiady bosko-ludzkie (m.in. zaślubiny Tetydy i Peleusa oraz Harmonii i Kadmosa), a także uczty olimpijskie samych bogów.
W sztuce przedstawiana jest zwykle jako kobieta z maską komiczną i wieńcem z bluszczu na głowie – atrybutami symbolizującymi dziedzinę sztuki, której patronowała.
Jej imieniem nazwano jedną z planetoid – (23) Thalia oraz festiwal teatralny odbywający się każdego roku w Tarnowie – Ogólnopolski Festiwal Komedii „Talia”.